# Ave, Caesar!
Ave, Caesar! (v anglickém originále Hail, Caesar!) je americko-britský komediální film z roku 2016, který napsali, produkovali, stříhali a režírovali Bratři Coenové. 
Ve filmu hrají Josh Brolin, George Clooney, Alden Ehrenreich, Ralph Fiennes, Jonah Hill, Scarlett Johansson, Frances McDormandová, Tilda Swinton a Channing Tatum. Film je fiktivním příběhem, který se stane skutečné osobě, a to Eddiemu Mannixovi, který pracuje v hollywoodském filmovém průmyslu v padesátých letech a snaží se vyřešit situaci, kdy hlavní herec zmizel během natáčení. 

## Děj filmu
Film se odehrává v roce 1951 v hollywoodských filmových ateliérech. Eddie Mannix (Josh Brolin) je vedoucím výroby v Capitol Pictures a také „vyjednávač“, který se snaží utajit před bulvárními novináři skandální chování hereckých hvězd. Protože je ve své práci velmi dobrý, má o něj zájem společnost The Lockheed Corporation, která mu nabízí výhodnou a dobře placenou pozici, on ale neví, zda tuto práci vzít. Když otěhotní neprovdaná herečka DeeAnna Moran (Scarlett Johansson), Mannix zařídí, aby její dítě putovalo nejprve do pěstounské péče a ona ho později adoptovala a veřejnost by se nedozvěděla, že právě ona je matkou. Manixe často od práce zdržují sestry Thora a Thessaly Thackerovy (obě hraje Tilda Swinton), jednovaječná dvojčata, které pracují jako novinářky, ale jedna té druhé nemůže přijít na jméno. 
Hlavním filmem studia je Ave, Caesar!, výpravný film odehrávající se ve starověkém Římě, v hlavní roli s hereckou hvězdou Bairdem Whitlockem (George Clooney). Whitlock během natáčení vypije pohár, do kterého předtím nalil komparzista (Wayne Knight) omamnou látku a během pauzy záhadně zmizí. Krátce poté přijde do studia vzkaz od skupiny říkající si „Budoucnost“, která se přiznává k únosu Whitlocka a požaduje za něj výkupné 100 000 dolarů. Mannixovi se od vedení studia podaří peníze získat a dává je na určené místo. Whitlock se probudí v domku u pláže, kde se dostane na setkání skupiny „Budoucnost“, což je komunistická buňka. Její představitelé, kteří se mu představí jako scenáristé ve filmovém průmyslu, mu vysvětlí svou ideologii a získávají ho na svou stranu. V tu samou dobu novinářka Thora Thacker vyhrožuje Mannixovi, že napíše článek ohledně skandálu, který se týká vzniku filmu Na křídlech orlů, ale Manixovi se podaří oddálit den zveřejnění tím, že jí prozradí informace ze soukromého života několika herců.
Mezitím je slavný westernový herec Hobie Doyle (Alden Ehrenreich) obsazen na nátlak studia do dramatického filmu noblesního režiséra Laurence Laurentze (Ralph Fiennes). Ale Doylův výkon vůbec neodpovídá představám režiséra, a tak Laurentz prosí Mannixe, aby Doyla z projektu vyřadil a on si tak mohl nechat svou uměleckou vizi filmu. Mannix nicméně Laurentze přesvědčí, že Doyle ve filmu musí být a Laurentz se mu musí víc věnovat, aby zlepšil jeho herecký výkon. Doyle později přichází do Mannixovy kanceláře a přiznává, že se v roli necítí dobře, ale Mannix ho utvrzuje v tom, že má pro roli ty nejlepší předpoklady a připomíná, jak velkorysé k němu studio bylo. 
Ten večer jde Doyle na premiéru svého filmu společně s herečkou Carlottou Valdez (Verónica Osorio), přesně podle Mannixových instrukcí. Během projekce je zpočátku znepokojen, jelikož z jeho zpívající scény vynikla pouze komická linka, nicméně když vidí, že se publikum baví, je spokojený. Po premiéře jde s herečkou Valdez do klubu a mají k sobě blízko, ale přeruší je obě sestry Thackerovy. Doyle najednou spatří aktovku, kterou mu dříve ukazoval Mannix a řekl o ní, že uvnitř je výkupné za Whitlocka. Aktovku nese Burt Gurney (Channing Tatum), hvězda komediálního námořnického filmu.
Doyle sleduje Gurneyho při cestě k domku u pláže, otevře dveře a zjistí, že v domě je jen Whitlock. Zbytek členů „Budoucnosti“ jede lodí směrem k sovětské ponorce, kde se s nimi Gurney loučí, protože jako zapálený komunista cestuje do Sovětského svazu. Zbylí členové mu věnují kufřík s výkupným na komunistické účely. Nicméně když Gurney nastupuje, tak mu do náruče skočí pes a kufr mu tak spadne do moře. Doyle odváží Whitlocka zpět do studia a ihned poté přijíždí policie, která zatkne všechny zbylé členy skupiny.
Whitlock se snaží Mannixovi tlumočit své nové poznatky ohledně komunismu, ten ho ale rychle uzemní, profackuje ho a nařídí mu, aby rychle dotočil svou roli v Ave, Caesar! Thora se setkává s Mannixem a vyhrožuje mu zveřejněním informace, že Whitlock získal roli ve filmu Na křídlech orlů kvůli tomu, že spal s režisérem Laurentzem. Nicméně Mannix vyvodil, že tuto informaci získala od Gurneyho a přemluví ji, aby to nepublikovala, jelikož Gurney je komunista a tímto by pomohla komunistům a zničila tak svou pověst. DeeAnna se vdá za úředníka Josepha Silvermana (Jonah Hill), který ji dříve pomáhal s projednáním údajné adopce. Mannix odmítá nabídku Lockheedu a pokračuje ve své práci v Capitol Pictures.

## Obsazení
| Josh Brolin          | Eddie Mannix                                           |
| George Clooney       | Baird Whitlock                                         |
| Alden Ehrenreich     | Hobie Doyle                                            |
| Ralph Fiennes        | Laurence Laurentz                                      |
| Jonah Hill           | Joseph Silverman                                       |
| Scarlett Johansson   | DeeAnna Moran                                          |
| Frances McDormandová | střihačka C. C. Cal                                    |
| Tilda Swinton        | Thora a Thessaly Thackerovy                            |
| Channing Tatum       | Burt Gurney                                            |
| Alison Pill          | Connie Mannix                                          |
| Verónica Osorio      | Carlotta Valdez                                        |
| Emily Beecham        | Dierdre                                                |
| Heather Goldenhersh  | Natalie, Manixova sekretářka                           |
| Wayne Knight         | komparzista a komunista, který unese Whitlocka         |
| Max Baker            | John Howard Hermann, vedoucí komunistických scenáristů |
| Christopher Lambert  | Arne Slessum                                           |
| Fred Melamed         | Fred, komunistický scenárista                          |
| Patrick Fischler     | Benedict, komunistický scenárista                      |
| David Krumholtz      | komunistický scenárista                                |
| Fisher Stevens       | komunistický scenárista                                |
| Alex Karpovsky       | pan Smitrovich                                         |
| Greg Baldwin         | Dutch Zweistrong, komunistický scenárista              |
| Clancy Brown         | herec ve filmu                                         |
| Robert Picardo       | Rabbi                                                  |
| Natasha Bassett      | Gloria DeLamour                                        |
| John Bluthal         | Herbert Marcuse                                        |
| Dolph Lundgren       | sovětský velitel vycházející z ponorky                 |
| Michael Gambon       | vypravěč                                               |